# Niezależne zmienne losowe o jednakowych rozkładach

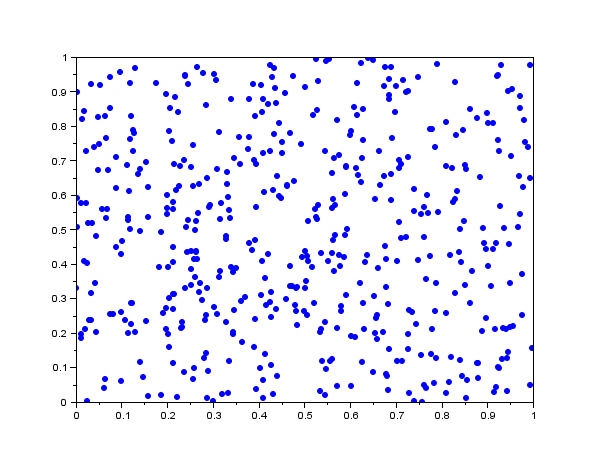
Ilustracja dwóch niezależnych zmiennych losowych o jednakowych jednostajnych rozkładach dyskretnych

W teorii prawdopodobieństwa i statystyce zmienne losowe są niezależne i mają jednakowe rozkłady (ang. independent and identically distributed, i.i.d.), jeżeli każda z nich ma ten sam rozkład prawdopodobieństwa, a wszystkie są niezależne od siebie. Definicja ta znajduje zastosowanie na przykład w eksploracji danych i przetwarzaniu sygnałów.

## Definicja dla dwóch zmiennych losowych
Załóżmy, że zmienne losowe {\displaystyle X} i {\displaystyle Y} przyjmują wartości dla {\displaystyle I\subseteq \mathbb {R} }. Niech {\displaystyle F_{X}(x)=\operatorname {P} (X\leqslant x)} oraz {\displaystyle F_{Y}(y)=\operatorname {P} (Y\leqslant y)} będą dystrybuantami {\displaystyle X} oraz {\displaystyle Y}. Oznaczmy przez {\displaystyle F_{X,Y}(x,y)=\operatorname {P} (X\leqslant x\land Y\leqslant y)} ich wspólną dystrybuantę.
Dwie zmienne losowe {\displaystyle X} i {\displaystyle Y} mają jednakowe rozkłady wtedy i tylko wtedy, gdy {\displaystyle F_{X}(x)=F_{Y}(x)\,\forall x\in I}.
Dwie zmienne losowe {\displaystyle X} i {\displaystyle Y} są niezależne wtedy i tylko wtedy, gdy {\displaystyle F_{X,Y}(x,y)=F_{X}(x)\cdot F_{Y}(y)\,\forall x,y\in I}.
Dwie zmienne losowe {\displaystyle X} i {\displaystyle Y} są niezależne i mają jednakowe rozkłady wtedy i tylko wtedy, gdy 
{\displaystyle {\begin{aligned}&F_{X}(x)=F_{Y}(x)\,&\forall x\in I&\quad {\text{oraz}}\\&F_{X,Y}(x,y)=F_{X}(x)\cdot F_{Y}(y)\,&\forall x,y\in I&\end{aligned}}}.

## Definicja dla więcej niż dwóch zmiennych losowych
Powyższą definicję można rozszerzyć na więcej niż dwie zmienne losowe: {\displaystyle n} zmiennych losowych {\displaystyle X_{1},X_{2},\ldots ,X_{n}} jest niezależnych i ma jednakowy rozkład wtedy i tylko wtedy, gdy 
{\displaystyle {\begin{aligned}&F_{X_{1}}(x)=F_{X_{k}}(x)\,&\forall k\in \{1,\ldots ,n\}~{\text{i}}~\forall x\in I&\quad {\text{oraz}}\\&F_{X_{1},\ldots ,X_{n}}(x_{1},\ldots ,x_{n})=F_{X_{1}}(x_{1})\cdot \ldots \cdot F_{X_{n}}(x_{n})\,&\forall x_{1},\ldots ,x_{n}\in I&\end{aligned}}},
gdzie {\displaystyle F_{X_{1},\ldots ,X_{n}}(x_{1},\ldots ,x_{n})=\operatorname {P} (X_{1}\leqslant x_{1}\land \ldots \land X_{n}\leqslant x_{n})} jest wspólną dystrybuantą {\displaystyle X_{1},X_{2},\ldots ,X_{n}}.